# Aflatoxin-B1-8,9-epoxid
Aflatoxin-B1-8,9-epoxid ist eine chemische Verbindung aus der Gruppe der Aflatoxine und ein toxischer Metabolit von Aflatoxin B1. Es wird durch die Wirkung von Cytochrom-P450-Enzymen in der Leber gebildet. Das entstehende Epoxid kann mit Guanin in der DNA reagieren und DNA-Schäden verursachen.